# 茂村站
茂村站（：／ Muchon yeok */?）曾为韩国铁路水骊线上的一个车站，位于京畿道利川市夫钵邑茂村里，已于1972年废止。

## 历史
- 1931年12月1日：开始使用[1]。
- 1972年4月1日：停用本站[2]。